# 2010년 동계 올림픽 스피드스케이팅 남자 10000m
2010년 동계 올림픽의 스피드 스케이팅 남자 10000m는 리치먼드 올림픽 오벌에서 2010년 2월 23일에 열렸다.
이번 대회에서, 대한민국의 이승훈이 올림픽 신기록을 세우며 깜짝 금메달을 차지하였고, 러시아의 이반 스코브레프가 은메달, 네덜란드의 보프 더 용이 동메달을 차지하였다.
유력한 금메달 후보였던 스벤 크라머르는 올림픽 신기록을 다시 갈아치우며 이승훈보다 먼저 들어왔으나, 원래 아웃코스로 가야 할 것을 인코스로 가는 코치의 착각으로 실격되었다. 경기가 끝난 후, 크라머르는 고글을 집어 던지며 격앙된 모습을 보였다.
또한 플라워 세레모니에서 이반 스코브레프와 보프 더 용이 이승훈에게 한 퍼포먼스, 일명 '무등 세레모니'가 인터넷에서 큰 화제가 되기도 하였다.
한편 SBS의 해설가 제갈성렬은 '메달을 우리 주님께서 허락하신것이다.'라고 말해 종교계들이 크게 반발해버리자, 결국 해설진에서 하차했다.

## 기록
경기가 열리기 전의 세계 기록과 올림픽 기록은 다음과 같다.
| 유형 | 선수                    | 시간     | 장소                  | 날짜            |
| ---- | ----------------------- | -------- | --------------------- | --------------- |
|      | 스벤 크라머르 (NED)     | 12:41.69 | 미국, 솔트레이크 시티 | 2007년 3월 10일 |
|      | 요켐 유이트데하게 (NED) | 12:58.92 | 미국, 솔트레이크 시티 | 2002년 2월 22일 |

경기 결과 새로운 올림픽 기록이 세워졌다.
| 날짜     | 라운드 | 선수   | 국가     | 시간     | OR | WR |
| -------- | ------ | ------ | -------- | -------- | -- | -- |
| 2월 24일 | 5조    | 이승훈 | 대한민국 | 12:58.55 |    |    |

## 결과
| 순위 | 조 | 레인 | 이름                      | 국가     | 시간     | 차이   | 비고 |
| ---- | -- | ---- | ------------------------- | -------- | -------- | ------ | ---- |
| 1    | 5  | i    | 이승훈                    | 대한민국 | 12:58.55 | —      |      |
| 2    | 8  | o    | 이반 스코브레프           | 러시아   | 13:02.07 | +3.52  |      |
| 3    | 7  | o    | 보프 더 용                | 네덜란드 | 13:06.73 | +8.18  |      |
| 4    | 6  | i    | 알렉시스 콩탱             | 프랑스   | 13:12.11 | +13.56 |      |
| 5    | 7  | i    | 호바르 뵈코               | 노르웨이 | 13:14.92 | +16.37 |      |
| 6    | 2  | o    | 스베레 하우글리           | 노르웨이 | 13:18.74 | +20.19 |      |
| 7    | 3  | i    | 헨리크 크리스티안센       | 노르웨이 | 13:25.65 | +27.10 |      |
| 8    | 2  | i    | 조나단 커크               | 미국     | 13:31.78 | +33.23 |      |
| 9    | 5  | o    | 아르옌 판 더 키에프트     | 네덜란드 | 13:33.37 | +34.82 |      |
| 10   | 6  | o    | 마르코 베버               | 독일     | 13:35.73 | +37.18 |      |
| 11   | 4  | i    | 히라코 히로키             | 일본     | 13:37.56 | +39.01 |      |
| 12   | 1  | i    | 라이언 베드포드           | 미국     | 13:40.20 | +41.65 |      |
| 13   | 4  | o    | 알렉산더 루미안체프       | 러시아   | 13:45.77 | +47.22 |      |
| 14   | 3  | o    | 세바스티안 드루츠키에비츠 | 폴란드   | 13:49.31 | +49.40 |      |
|      | 8  | i    | 스벤 크라머르             | 네덜란드 |          |        | DSQ  |

- i : 안쪽 레인(인 코스)에서 출발.
- o : 바깥쪽 레인(아웃 코스)에서 출발.

## 범례
|  | 세계 신기록                  |  |                   | 아프리카 신기록 |                      | Q | 예선 통과 |
|  | 올림픽 신기록                |  | 북아메리카 신기록 | DNS             | 경기를 시작하지 않음 |   |           |
|  |                              |  | 아시아 신기록     | DNF             | 경기를 마치지 않음   |   |           |
|  | 국가 신기록                  |  | 유럽 신기록       | DSQ             | 실격                 |   |           |
|  | 개인 최고 기록 (개인 신기록) |  | 오세아니아 신기록 | WD              | 기권                 |   |           |
|  | 시즌 최고 기록 (시즌 신기록) |  | 남아메리카 신기록 | NM              | 기록 없음            |   |           |